# جون س. هاركنيس
جون س. هاركنيس (بالإنجليزية: John C. Harkness)‏ هو مهندس معماري أمريكي، ولد في 30 نوفمبر 1916 في نيويورك في الولايات المتحدة، وتوفي في 28 نوفمبر 2016 في Vinalhaven, Maine ‏ في الولايات المتحدة.